# История Гайаны
Документированная история Гайаны начинается с 1499 года, когда Алонсо де Охеда прибыл в устье реки Эссекибо из Испании. Изначально населённая индейскими племенами араваков и карибов, территория Гайаны формировалась при участии многих наций и этнических групп, а также под влиянием колониальной политики Испании, Франции, Голландии и Великобритании. 26 мая 1966 года Гайана обрела независимость от Великобритании.

## Доколониальный период
Первые люди проникли на территорию Гайаны из Центральной Америки около 35000 лет назад. Это были потомки выходцев из Азии, расселявшиеся по американским континентам с севера на юг. Хотя на других территориях Северной и Южной Америки вскоре возникли мощные цивилизации, индейское сообщество в Гайане оставалось относительно примитивным. К моменту открытия Америки Христофором Колумбом на территории Гайаны население делилось на две крупные группы: араваки, жившие на побережье, и карибы, занимавшие внутренние пространства. В наследство от коренных жителей досталось само слово «Гайана», обозначавшее регион, включавший существующие в настоящее время Гайану, Суринам (бывшая Голландская Гвиана) и Французскую Гвиану. Значение этого слова — «земля воды» — указывает на многочисленные водные потоки, пересекающие территорию.
По предположению учёных, араваки и карибы пришли в Гайану с юга, из саванн бассейна Ориноко, после чего продолжили расселение на Карибские острова. Араваки, являвшиеся земледельцами, охотниками и рыбаками, первыми оказались на островах. Но их спокойное существование было нарушено с приходом из глубины материка воинственных карибов. Вторжение карибов и их насильственное продвижение на север до сих пор является поводом для дискуссий. К концу XV века карибы заменили собой аравакское население Малых Антильских островов. Их поселения также оказывали влияние на развитие Гайаны. Испанские путешественники и поселенцы, пришедшие после Колумба, с большей лёгкостью покоряли араваков нежели карибов, которые ожесточённо сражались за свободу. Это жестокое сопротивление вместе с недостатком на Малых Антильских островах золота обусловили колонизацию испанцами в первую очередь Больших Антильских островов и материка. В отношении Малых Антильских островов и Гайаны испанцы предприняли лишь робкие попытки подчинения (возможным исключением может считаться лишь Тринидад).

## Колониальная Гайана

### Ранняя колонизация
Первые европейские поселения на территории Гайаны основали голландцы. Нидерланды обрели независимость от Испании в конце XVI века и в начале XVII века стали одной из главных коммерческих держав, торговавших с английскими и французскими колониями на Малых Антильских островах. В 1616 году появилось первое голландское поселение в Гайане — фактория в 25 км вверх от устья по реке Эссекибо. Вскоре появились и другие поселения, как правило, на крупных реках в нескольких километрах от побережья. Исходной задачей этих поселений была торговля с местным населением, но вскоре голландцы изменили цель и стали брать под контроль территории, как и другие европейские державы в этом регионе. Хотя Гайану считала своей Испания и периодически присылала отряды, голландцы получили над ней контроль в начале XVII века. В 1648 году суверенитет голландцев был официально подтверждён по Мюнстерскому мирному договору.
В 1621 году правительство Нидерландов передала только что сформированной Голландской Вест-Индской компании полный контроль над факторией на реке Эссекибо. Компания управляла новой колонией, получившей название Эссекибо более 170 лет. Другую колонию Голландская Вест-Индская компания основала на реке Бербис. Хотя обе колонии подчинялись одной коммерческой группе, Бербис пользовался внутренним самоуправлением. В 1741 году между Эссекибо и Бербисом появилось поселение Демерара, которое в 1773 году было преобразовано в отдельную колонию, находящуюся под прямым управлением Голландской Вест-Индской компании.
Хотя голландские колонизаторы изначально были ориентированы на торговлю в Карибском регионе, вскоре их основной целью стало производство зерновых. Всё возрастающая важность сельского хозяйства характеризуется показателями экспорта: в 1623 году Эссекибо поставила 15 тонн табака. С увеличением сельскохозяйственных площадей в колониях обнаружилась нехватка рабочей силы. Коренное население было плохо приспособлено к работе на плантациях, кроме того, индейцы массово вымирали от болезней, завезённых европейцами. Вследствие этого Голландская Вест-Индская компания прибегла к завозу африканских рабов, которые быстро стали ключевым элементом местной экономики. К 1660 году количество рабов составляло 2500 человек; коренное население оценивалось в 50000, при этом большинство ушло вглубь материка. Несмотря на важность для экономики, условия труда рабов были суровыми. Смертность среди них достигала высокой величины, а тяжёлые условия жизни приводили к восстаниям.
Самое известное восстание рабов, Бербисское, началось в феврале 1763 года. На двух плантациях на реке Канье в Бербисе рабы бросили работу и захватили контроль над регионом. Плантация за плантацией присоединялись к восставшим, европейцы в панике бежали. От прежнего белого населения осталась лишь половина. Ведомые Каффи, ставшим впоследствии национальным героем Гайаны, африканские борцы за свободу собрали в свою армию около 3000 человек и стали угрожать европейскому господству в колонии. Против них были брошены войска соседних французской и британской колоний и подкрепление из Европы, которые подавили выступления.

### Переход под британское правление
Желая привлечь больше поселенцев, в 1746 году голландская администрация разрешила селиться возле реки Демерара иммигрантам из Великобритании. Британские плантаторы на Малых Антильских островах страдали от истощения почвы и многие переселились в голландские колонии, предлагавшие плодородные земли и обещание права собственности на участки. Приток британцев был настолько велик, что к 1760 году они составили большинство населения Демерары. К 1786 году внутренние дела колонии перешли под британский контроль.
Ускорение экономического развития Демерары и Эссекибо привело к росту противоречий между британскими плантаторами и Голландской Вест-Индской компанией. Административная реформа 1770-х годов резко увеличила расходы на управление. Компания периодически повышала налоги, чтобы покрыть возросшие потребности, и тем самым провоцировала недовольство плантаторов. В 1781 году между Британией и Нидерландами началась война, в результате которой британские войска оккупировали Бербис, Эссекибо и Демерару. Через несколько месяцев Франция, заключившая союз с Голландией, взяла территории под свой контроль. Французская администрация управляла колониями в течение двух лет, за которые построила новый город, Лоншампс, в устье реки Демерара. Когда голландцы вернули территории себе в 1784 году, они перенесли колониальную столицу в этот город, переименовав его в Стабрук. В 1812 году город, ставший британским, получил название Джорджтаун.
Возвращение голландской администрации вновь разожгло конфликт между плантаторами Эссекибо и Демерары с одной стороны, и Голландской Вест-Индской компанией с другой. Встревоженные планами увеличения налога на рабов и уменьшением представительства в судебных и политических советах, колонисты обратились со своими нуждами к нидерландскому правительству. В ответ был сформирован специальный комитет, который начал разработку плана преобразований. Этот документ, направленный на конституционную реформу, стал основой структуры управления, позднее использованной британцами. По плану органом, принимающим решения, должен был стать Политический суд. Судебная власть осуществлялась через два отдельных суда: для Демерары и для Эссекибо. В оба органа входили официальные представители Голландской Вест-Индской компании и представители плантаторов, имеющие более 25 рабов. Голландская комиссия, которой поручили ввести в действие новую систему, вернулась в Нидерланды с крайне неодобрительными отзывами относительно Голландской Вест-Индской компании. В результате в 1792 году права компании на управление территорией были признаны истекшими и новый план вступил в действие в Демераре и Эссекибо. Переименованная в Соединённую колонию Демерары и Эссекибо, территория перешла в прямое подчинение голландскому правительству. Бербис сохранил статус независимой колонии.
Катализатором формального перехода Гайаны под британское управление стала Французская революция и последовавшие за ней Наполеоновские войны. В 1795 году Франция оккупировала Нидерланды. Великобритания объявила Франции войну и в 1796 году направила экспедиционные силы с Барбадоса в голландские колонии. Вторжение британцев прошло бескровно и местное управление практически не было затронуто, оставшись в рамках ранее реализованного плана.
Бербис и Соединённая колония Демерары и Эссекибо находились под британским управлением с 1796 по 1802 годы. В соответствии с  Амьенский мирным договором все они были возвращены голландцам. Но мир оказался недолгим, всего через год война между Францией и Британией возобновилась. В 1803 году британские войска вновь заняли Соединённую колонию и Бербис. В 1814 году по Англо-голландской конвенции 1814 года обе колонии были формально переданы Великобритании. В 1831 году Бербис и Соединённая колония Демерары и Эссекибо были объединены в одну Британскую Гвиану. Новообразованная колония оставалась под британским управлением до 1966 года, когда было провозглашено независимое государство Гайана.

### Истоки территориального спора с Венесуэлой

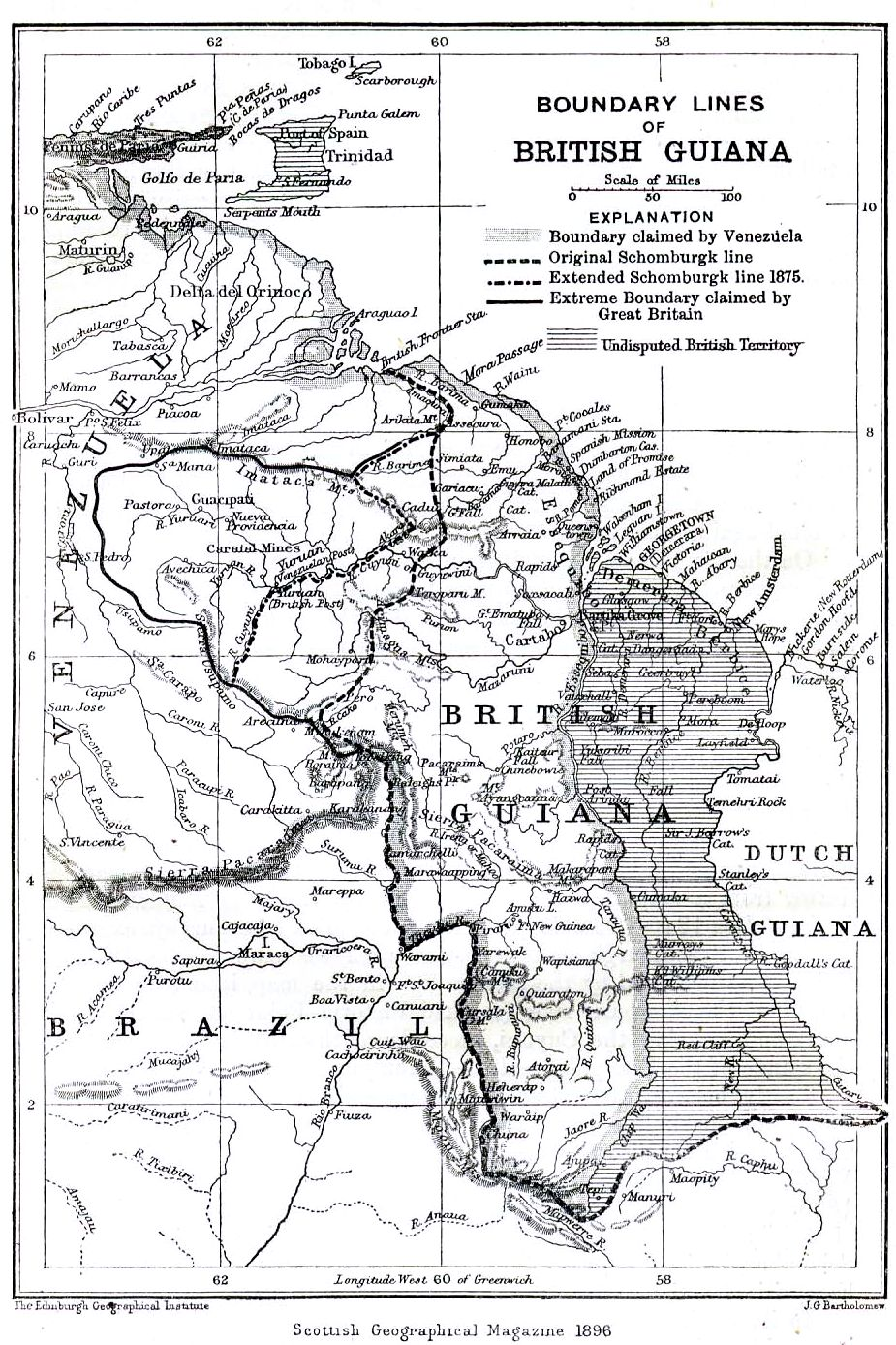
Спорные территории к западу от реки Эссекибо (карта 1896 года)

Когда Британия в 1814 году формально получила контроль над территорией Гайаны, она оказалась вовлечена в один из самых продолжительных территориальных споров в Южной Америке. По Лондонской конвенции 1814 года голландцы передавали управление Бербисом и Соединённой колонией Демерары и Эссекибо британцам. Западной границей этой территории была река Эссекибо, за которой начиналась Венесуэла — испанские владения. Хотя Испания по-прежнему претендовала на регион, они не стали оспаривать договор, так как были заняты в противостоянии с борцами за независимость собственных колоний. В 1835 году британское правительство обратилось к немецкому исследователю Роберту Герману Шомбургу с просьбой составить карту Британской Гвианы и определить её границы. По указанию британской администрации, Шомбург начал проводить западную границу Британской Гвианы с Венесуэлой от устья Ориноко, хотя все венесуэльские карты того времени обозначали восточной границей страны реку Эссекибо. Карта Шомбурга была опубликована в 1840 году. Венесуэла заявила протест, претендуя на территории к западу от Эссекибо. Состоялись переговоры между Великобританией и Венесуэлой о границе, но компромисс не был найден. В 1850 году было заключено соглашение, по которому обе страны отказывались от оккупации спорной территории.
Обнаружение в конце 1850-х годов на спорных землях золотых месторождений вновь разожгло прежний спор. В район выдвинулись британские колонисты, а для разработки месторождений была создана British Guiana Mining Company. Несколько лет Венесуэла направляла повторные протесты против подобной деятельности и предлагала прибегнуть к арбитражу, но британское правительство заинтересованности не проявляло. В конце концов, в 1887 году Венесуэла разорвала дипломатические отношения с Великобританией и обратилась за помощью к Соединённым Штатам. Сперва британцы отвергли предложение США выступить в качестве арбитра, но президент Гровер Кливленд пригрозил вмешаться в диспут в соответствии с Доктриной Монро, после чего Великобритания согласилась прибегнуть к помощи международного арбитража в 1897 году.
В течение двух лет арбитражный трибунал, в который вошли два британца, два американца и русский, Фёдор Фёдорович Мартенс, единогласно избранный председателем, изучал дело и выслушивал доводы сторон. В 1899 году тремя голосами против двух было принято решение: 94 % спорной территории отходило Британской Гвиане, оставшаяся часть, включая стратегически важное устье Ориноко, — Венесуэле. Венесуэла не была удовлетворена таким решением, однако в 1905 году новая граница была утверждена. Следующие полвека спор считался решённым.

### Проблема рабочей силы
В политической, экономической и социальной жизни Гайаны XIX века доминировали европейские плантаторы. Хотя их доля в населении была самой маленькой, власть плантаторов поддерживалась за счёт сходных коммерческих интересов с Лондоном и часто подкреплялась доверительными отношениями с губернаторами, которые назначались британским монархом. Плантаторы также контролировали экспорт и условия труда большей части населения. Следующей стратой населения были освобождённые рабы, многие из которых имели смешанное африкано-европейское происхождение, и небольшое число португальских торговцев. Внизу общества находилось большинство населения — негры-рабы, жившие и работавшие на плантациях. За пределами колониального общества оказались индейцы, населявшие внутренние области.
Жизнь колонии радикально изменилась после отмены рабства. Хотя работорговля в Британской Империи была отменена в 1807 году, рабовладение осталось. Во время Демерарского восстания 1823 года против эксплуататоров выступило от 10 до 13 тысяч рабов. Несмотря на то, что бунт был легко подавлен, требование полной отмены рабства осталось на повестке дня, и к 1838 году оно состоялось. Конец рабовладения имел несколько последствий. Наиболее значимым стал немедленный уход с плантаций бывших рабов, которые переселились в города и деревни, отказавшись от полевых работ не соответствовавших их пониманию свободы. Некоторые африканцы смогли объединить усилия и выкупить земли бывших хозяев, основав собственные поселения. Их появление обеспечило афро-гайанское сообщество возможностью роста и торговли продуктами, что стало продолжением ранней практики, по которой рабы могли продавать излишки и оставлять деньги себе. Однако появление самостоятельных крестьян угрожало политической власти плантаторов, поскольку подрывало их почти монопольное положение в экономике колонии.
Освобождение рабов также привело к появлению в Гайане новых этнических и культурных групп. Уход с плантаций сахарного тростника негров привёл к нехватке рабочей силы. После неудачных попыток в течение XIX века привлечь к работам португальцев с Мадейры, собственникам поместий опять потребовались работники. Португальцы предпочли вместо работы на плантациях занять другие экономические ниши, в основном, в розничной торговле, где они конкурировали с новообразованным средним классом афро-гайанцев. А на плантации с 1853 по 1914 годы было завезено около 14 000 китайских работников. Но они последовали примеру португальцев, переключились с сельского хозяйства на торговлю, ассимилировались с гайанским населением.
Британская администрация, беспокоясь о потенциальном сужении сахарного сектора экономики, как и их коллеги в соседней Голландской Гвиане, начала привлекать на низкооплачиваемые работы индийцев. С ними заключались долгосрочные договора, по окончании действия которых работник должен был вернуться на родину в Индию с заработанными на сахарных плантациях деньгами. Это позволило облегчить ситуацию с рабочей силой, но добавило в гайанское сообщество ещё одну этническую группу, поскольку многие из индийцев остались здесь.

## Политическое и социальное пробуждение

### Британская Гвиана в XIX веке
Законы Британской Гвианы давали преимущества белым плантаторам. Их политическая власть основывалась на решениях Политического суда и двух юридических судов, образованных в конце XVIII века ещё при господстве голландцев. Политический суд выполнял роль как законодательного, так и исполнительного органа власти, в него входили губернатор, три представителя колониальной администрации и четыре колониста. Председательствовал в Политическом суде губернатор. Два других суда исполняли роль судебной власти, решая такие вопросы, как лицензирование и назначение гражданских служащих, а также рассмотрение различных прошений.
Контролируемые плантаторами, эти органы власти образовывали центр управления Британской Гвианой. Колонисты, назначавшиеся в суды, определялись губернатором по списку, представляемому двумя избирательными коллегиями. Семь членов коллегии выборщиков, в свою очередь, избирались пожизненно из числа плантаторов, владевших более чем 25 рабами. Хотя возможности коллегий ограничивались подбором кандидатур для назначения в суды, они проводили среди плантаторов активную политическую агитацию.
Повышение и распределение доходов являлось ответственностью Сводного суда, в который назначались члены Политического суда и шесть финансовых представителей, предложенных коллегией выборщиков. В 1855 году водный суд также получил право устанавливать размер вознаграждения гражданским служащим. В результате этот орган стал центром интриг, периодически приводивших к противостоянию губернатора и плантаторов.
Остальные гайанцы стали требовать представительства своих интересов в XIX веке. К концу 1880-х годов давление нового афро-гайанского среднего класса потребовало проведения политической реформы. В частности, раздавались призывы преобразовать Политический суд в ассамблею, состоящую из 10 избираемых членов, одновременно отменив коллегию выборщиков и упростив систему выборов. Плантаторы во главе с крупным землевладельцем Генри Девсоном, сопротивлялись реформе. Им удалось найти союзников в Лондоне в лице West India Committee и West India Association of Glasgow, председателями которых были владельцы собственности в Вест-Индии, имевшие основные активы в Британской Гвиане.
В 1891 году была проведена ревизия основных законов, в результате которой были учтены некоторые требования реформаторов. Отмена коллегии выборщиков отобрала политическую власть у плантаторов, а избирательный ценз стал ниже. Одновременно Политический суд был расширен до 16 членов: восемь из них назначались, другие восемь — избирались. Сводный суд остался в действии, по-прежнему включая членов Политического суда и шесть финансовых представителей, которые также стали избираемыми. Чтобы предупредить смещение властных полномочий в сторону избираемых представителей, председателем Политического суда остался губернатор. Исполнительные функции Политического суда были переданы Исполнительному совету, в котором доминировали губернатор и плантаторы. Реформаторы сочли изменения 1891 года большим разочарованием. Несмотря на изменения в 1892 году состав Сводного суда оказался практически таким же, как и раньше.
Три следующих десятилетия принесли несколько небольших изменений. В 1897 году на выборах было введено тайное голосование. В 1909 году были изменены требования к избирателям, и впервые большинство имеющих право голосовать составили чернокожие гайанцы.
Политические изменения сопровождались социальными, различные этнические группы боролись за усиление своего влияния. Британцы и голландцы отказывались признавать португальцев равными себе, считая их чужаками и поражая в правах, в особенности избирательных. Политические трения привели к образованию португальской Ассоциации реформ. После антипортугальских выступлений в 1898 году португальцы осознали необходимость сотрудничества с другими группами гайанского населения, поражёнными в избирательных правах, в частности, с афро-гайанцами. К началу XX века политические организации, включая Ассоциацию реформ и Реформаторский клуб стали требовать большего участия в делах колонии. Эти организации были инструментом воздействия представителей небольшого среднего класса. Хотя средний класс симпатизировал рабочим, их вряд ли можно было называть представителями национальными или социального движения Гайаны. Рабочий класс Гайаны, как правило, предпочитал выражать своё недовольство в виде беспорядков.

### Политические и социальные изменения в начале XX века
В 1905 году Британскую Гвиану потрясли Руимвельдтские бунты. Тяжесть эти выступлений стали ответом рабочих на широко распространённое недовольство жизненным уровнем. Беспорядки начались в ноябре 1905 года, когда джорджтаунские грузчики начали забастовку, требуя увеличения заработной платы. Конфронтация разрасталась, другие рабочие проявили солидарность, и в колонии впервые сложился союз рабочих и крестьян. 30 ноября толпы людей заполнили улицы Джорджтауна, а к 1 декабря 1905 года, названному Чёрной пятницей, ситуация вышла из-под контроля. На находящейся рядом с Джорджтауном плантации Руимвельдт огромная толпа носильщиков отказалась подчиниться приказу полиции под угрозой развёртывания артиллерии. Колониальная администрация приказала открыть огонь, четверо рабочих получили серьёзные ранения.
Известие о стрельбе быстро распространилось по Джорджтауну, и агрессивно настроенная толпа начала громить город, захватив несколько зданий. К концу дня погибло семеро и 17 человек было тяжело ранено. Запаниковав, администрация обратилась за помощью в метрополию. Британия направила войска, которые успокоили ситуацию. Несмотря на то, что забастовщикам не удалось добиться своих целей, бунты посеяли семена, из которых впоследствии родилось профсоюзное движение.
Несмотря на то, что Первая мировая война разворачивалась вдали от границ Британской Гвианы, она повлияла и на местное сообщество. Афро-гайанцы, вступившие в ряды британской армии, стали ядром чернокожего населения по возвращении с фронта. Также война положила конец использованию на плантациях рабочих из Индии. Британия, опасаясь политической нестабильности и выступлений индийских националистов, считавших подобные рабочие договоры кабальными, объявила в 1917 году такую форму занятости незаконной.
В последние годы Первой мировой войны в Британской Гвиане был сформирован первый профсоюз. British Guiana Labour Union (BGLU) появился в 1917 году, возглавил его Х. Н. Критчлоу. Сформированный для противостояния широкой оппозиции со стороны бизнеса, изначально он в основном представлял чернокожих докеров. К 1920 году в профсоюзе состояло около 13000 человек, и в 1921 году он получил законный статус в соответствии с новым постановлением о трудовых союзах.
После Первой мировой войны группы, объединённые по экономическим интересам, стали противостоять Сводному суду. Экономика колонии уменьшила зависимость от экспорта сахара и увеличила от экспорта риса и бокситов, представители этих отраслей промышленности выказывали недовольство продолжающимся доминированием плантаторов в Сводном суде. Плантаторы, в свою очередь, испытывали трудности из-за снижения цен на сахар и требовали увеличить расходы на ирригационные программы.
Чтобы прекратить споры, ведущие к параличу законодательной власти, в 1928 году Министерство по делам колоний объявило о введении нового основного закона, превращающего Британскую Гвиану в коронную колонию, в которой власть сосредотачивалась в руках губернатора, назначаемого из Лондона. Политический суд и Сводный суд были заменены Законодательным советом, в котором большинство составляли назначаемые представители. Для среднего и рабочего класса эти изменения означали шаг назад и победу плантаторов. Использование влияния на губернатора вместо публичной политики превратилось в главную проблему любой политической кампании.
Великая депрессия 1930-х годов принесла трудности во все сегменты экономики Британской Гвианы. Все экспортные товары: сахар, рис, бокситы — испытали снижение цены, началась безработица. Как и ранее, в это время рабочий класс снова ощутил недостаточное представительство, и к середине 1930-х годов Британская Гвиана обозначалась как место волнений среди рабочих и проявлений насилия. После бунтов, прокатившихся по всей Британской Вест-Индии, была образована королевская комиссия во главе с лордом Мойном, которой предстояло определить причины выступлений и предложить рекомендации по исправлению ситуации.
В Британской Гвиане комиссия Мойна опросила широкий круг граждан, в том числе членов профсоюзов, афро-гайанцев и представителей индийского сообщества. Комиссия определила глубокое различие между чернокожими гайанцами и гайанцами индийского происхождения. Индийцы, самая большая группа, в основном состояла из сельскохозяйственных рабочих, выращивавших рис, и торговцев; они придерживались традиционного уклада жизни и в политической жизни не участвовали. Чернокожие гайанцы большей частью принадлежали к городскому рабочему классу или к шахтёрам, добывавшим бокситы; они приняли европейскую культурную традицию и доминировали в политической жизни. Чтобы сбалансировать представительство различных групп, комиссия Мойна рекомендовала провести демократические преобразования, а также экономические и социальные реформы.
Доклад комиссии Мойна в 1938 году стал поворотным пунктом для истории Британской Гвианы. Комиссия предлагала наделить правом голоса женщин и лиц, не являющихся собственниками земли, а также поддержать трудовые союзы. Однако рекомендации комиссии Мойна не были немедленно воплощены в жизнь, в том числе из-за разразившейся Второй мировой войны.
Основные сражения вновь разворачивались вдали от Британской Гвианы, и это время стало в колонии периодом реформ и улучшения национальной инфраструктуры. Губернатор Гордон Летем, поддерживавший преобразования, в 1943 году снизил имущественный ценз и сделал большинство членов Законодательного совета избираемыми. В рамках программы ленд-лиза войска Соединённых Штатов построили в колонии современную авиабазу (в настоящее время ставшую аэропортом имени Чедди Джагана). К окончанию Второй мировой войны политическая система Британской Гвианы ещё больше расширилась, чтобы охватить больше представителей сообщества, а основу экономики стал составлять экспорт бокситов, мировая потребность в которых увеличилась.

## Правительства в переходный период
К концу Второй мировой войны политическая активность и требования независимости стали возрастать во всех частях гайанского общества. После войны в Британской Гвиане были основаны главные политические партии. 1 января 1950 года появилась Народная прогрессивная партия Гайаны (НППГ), представлявшая интересы как индийской, так и африканской части общества. Из-за внутреннего конфликта в 1957 году эта партия раскололась, часть её членов основали Народный национальный конгресс (ННК). В эти годы также развернулась непримиримая борьба между двумя политическими лидерами: Чедди Джаганом и Форбсом Бернемом.
Первой победой НППГ стали муниципальные выборы 1950 года, на которых место в одном из советов завоевала Джанет Джаган. Чедди Джаган и Бернем свои кампании проиграли. Из-за антикапиталистических и социалистических взглядов НППГ вызывала недовольство колониальной администрации, и в 1952 Джагану даже было запрещено посещать Тринидад и Гренаду в рамках предвыборной кампании.
В 1950 году британская комиссия рекомендовала ввести в Британской Гвиане всеобщее избирательное право, но сконцентрировать всю власть в исполнительной ветви, которую представлял губернатор. Реформа предоставляла партиям возможность участвовать в национальных выборах и формировать правительство, но не давала им реальных полномочий. НППГ посчитала эти изменения направленными против неё.
После принятия новых законов, в 1953 году состоялись выборы. НППГ победила в большинстве округов. Консервативные партии называли НППГ коммунистами, но сама партия строила свою программу на левоцентристских взглядах, апеллируя к возрастающему национальному самосознанию гайанцев. Среди других партий, участвовавших в выборах, была Национально-демократическая партия (НДП), представлявшая в основном афро-гайанцев среднего класса и частично португальцев и индийцев. Вместе с Объединённой партией рабочих и крестьян и Объединённой национальной партией, имевших плохую организованность, НДП потерпела поражение, и из 24 мест в Законодательном собрании 18 получила НППГ.

### Первое правительство НППГ
Правительство НППГ просуществовало недолго. Законодательный совет начал работу 30 мая 1953 года. НППГ предложила программу усиления государственного и общественного влияния в экономике и желала быстро ввести её в действие, но столкнулась с противодействием со стороны губернатора и чиновников высокого ранга, предлагавших действовать постепенно. Внутри наметился конфликт из-за распределения министерских портфелей между индийцами и африканцами.
Затем партия представила Закон о трудовых отношениях, который спровоцировал конфликт с британцами. Этот закон декларировался как направленный на снижение трений между профсоюзными организациями, но на деле давал преимущества Союзу промышленных рабочих Гайаны — Guiana Industrial Workers' Union (GIWU), — связанному с правящей партией. Противники обвинили НППГ в попытке захватить контроль над экономической и социальной жизнью и задушить оппозицию. В день принятия закона профобъединение GIWU вывело своих членов на забастовку в его поддержку. Британское правительство расценило попытку смешать партийную политику и трудовые отношения как прямую попытку нарушить основные законы Британской Гвианы и посягнуть на авторитет губернатора. На следующий день, 9 октября 1953 года, Лондон отменил внутреннее самоуправление, а чтобы предупредить волнения, прислал войска.

### Переходное правительство
После прямого вмешательства Великобритании территорией управляла временная администрация, состоящая из небольшой группы консервативных политиков, бизнесменов и чиновников. Она просуществовала до 1957 года. За внешним порядком колониального управления скрывался растущий раскол в главной политической партии: между Джаганом и Бернемом росла личная неприязнь, вылившаяся в резкие разногласия. В 1955 году оба лидера сформировали собственные фракции внутри партии. Они пользовались широкой, но не абсолютной, поддержкой своих этнических групп. Например, Дж. Б. Лахмансинг, лидер индийского профсоюза GIWU, поддерживал Бернема, а Джаган пользовался авторитетом среди африканских радикалов, таких как Сидни Кинг. В то время как партийное крыло Джагана придерживалось левых идеалов, крыло Бернема приняло правые, получая относительное одобрение со стороны западного правительства и консервативных бизнес-групп.

### Второе правительство НППГ
На выборах 1957 года, проведённых в соответствии с изменённым законодательством, проявилось растущее этническое разобщение гайанского электората. Британская Гвиана получила ограниченное самоуправление посредством Законодательного совета, в который 15 делегатов избирались, 6 назначались по списку, а оставшиеся три включались из числа временной администрации. Оба крыла НППГ включились в непримиримую борьбу за избирателей, каждый из лидеров представлял себя как единственного легитимного главу партии. Но, несмотря на это, обе фракции пользовались популярностью.
Убедительную победу на выборах одержало крыло Джагана. Но хотя его фракция получила большинство в парламенте, она всё больше зависела от индийского населения, становясь чисто этнической партией: увеличилось выделение земель под рис, усилились профсоюзы в сахарной промышленности, лучшие контракты и места в управлении получали индийцы.
Наложение Джаганом вето на участие Британской Гвианы в Федерации Вест-Индии привело к полной потере поддержки со стороны афро-гайанцев. Джаган действовал, исходя из интересов индийцев: составляя большинство в Британской Гвиане, они уступили бы это положение африканцам, войдя в состав федерации.
Бернем извлёк урок из поражения на выборах 1957 года: он понял, что не сможет победить, опираясь только на рабочий класс. Ему были нужны союзники в среднем классе, особенно те афро-гайанцы, что поддерживали умеренную Объединённую демократическую партию. С 1957 года Бернем начал работать над тем, чтобы сохранить поддержку со стороны радикальных африканцев при одновременном привлечении в свои сторонники представителей среднего класса. Он понял, что социализм не поможет объединить эти две группы и противостоять убеждённому марксисту Джагану. Общая идея была найдена на другом объединяющем уровне — расе. Расовый подход помог примирить представителей разных классов, и в результате был образован Народный национальный конгресс.
После выборов 1957 года Джаган быстро укрепил авторитет среди индийцев. Открыто выражая своё восхищение Мао Цзэдуном, а позднее — Фиделем Кастро, получив власть, Джаган утверждал, что марксистско-ленинские принципы должны быть соотнесены с местными реалиями. Джаган предлагал национализировать иностранную собственность, особенно в сахарной промышленности. Британия опасалась коммунистического переворота, и потому губернатор сдерживал наиболее радикальные предложения Джагана.

### Новая победа НППГ и разгром
Выборы 1961 года стали жаркой схваткой между НППГ, ННК и Объединённой силой (ОС) — консервативной партией, представлявшей крупных бизнесменов, католическую церковь, индейцев, китайцев и португальцев. Выборы проходили при очередном изменении законов, которое возвращало уровень самоуправления 1953 года. Была введена двухпалатная система из полностью избираемой Законодательной ассамблеи из 35 членов и Сената из 13 членов, назначаемых губернатором. Также был введён пост премьер-министра, которого назначала победившая на выборах партия. При сильной поддержке индийского населения НППГ снова получила большинство в 20 мест в парламенте. 11 отошло ННК и 4 — ОС. Премьер-министром стал Джаган.
Администрация Джагана завязала крайне дружественные отношения с коммунистическими и левыми режимами; в частности, Джаган не присоединился к эмбарго Соединённых Штатов против Кубы. После переговоров с кубинским революционером Эрнесто Че Геварой Куба предложила Британской Гвиане займы и оборудование. Кроме этого, правительство Джагана подписало торговые соглашения с Венгрией и ГДР.
С 1961 по 1964 годы Джаган столкнулся с кампанией противодействия со стороны ННК и ОС. Помимо внутренней оппозиции, ему пришлось иметь дело с Американским институтом свободного развития труда (АИСРТ), который считался прикрытием для операций ЦРУ. Различные сообщения показывают, что АИСРТ, имевший бюджет 800 000 долларов США, взял на содержание лидеров оппозиции, а также обучил 11 специалистов для организации беспорядков и дестабилизации обстановки. Бунты и демонстрации против НППГ проходили часто, а в период с 1962 по 1963 годы бесчинствующая толпа разгромила район Джорджтауна, нанеся ущерб на 40 млн долларов.
Чтобы противостоять профсоюзу Manpower Citizens Association (MPCA), объединявшему работников сахарных плантаций и связанному с Бернемом, НППГ организовала Guianese Agricultural Workers Union. Новый профсоюз должен был объединить индийцев, работающих на сборе сахарного тростника. В ответ MPCA немедленно провел однодневную забастовку, чтобы подчеркнуть своё имеющееся влияние. За этим последовала публикация НППГ Билля о трудовых отношениях, почти идентичного тому закону, что привёл к британскому вторжению в колонию в 1953 году. Воспринятый как борьба за влияние в ключевом трудовом секторе, он привёл к протестам в столице. Бунты начались 5 апреля, за ним 18 апреля последовала всеобщая забастовка. 9 мая губернатор был вынужден объявить чрезвычайное положение. Несмотря на это, забастовка и вспышки насилия продолжались до 7 июля, когда билль был отозван, так и не получив статус закона. Чтобы положить конец беспорядкам, правительство согласилось проводить консультации с представителями профсоюзов, прежде чем предлагать подобные законопроекты. Волнения углубили напряжённость и враждебность между двумя основными этническими группами и сделали примирение Джагана и Бернема невозможным.
Срок полномочий Джагана ещё не истёк, когда очередной раунд волнений рабочих потряс колонию. Поддерживающий НППГ профсоюз GIWU, собравший в свои ряды все трудовые организации, в январе 1964 года объявил забастовку работников сахарной промышленности. Чтобы усилить эффект, колонну протестующих из глубин страны в Джорджтаун возглавил сам Джаган. Эта демонстрация разожгла конфликт с новой силой, и вскоре он вышел из под контроля властей. 22 мая губернатор вновь объявил чрезвычайное положение. Ситуация продолжала ухудшаться, и в июне губернатор принял на себя всю полноту власти, ввёл британские войска и запретил любую политическую деятельность. К концу беспорядков было убито 160 человек и уничтожено более 1000 домов.
В попытке снизить напряжённость, политические партии обратились к Великобритании с просьбой изменить представительство в органах власти, сделав его более пропорциональным. Секретарь по делам колоний предложил однопалатный парламент из 53 членов. Несмотря на сопротивление правящей партии, реформы были проведены, а новые выборы назначены на октябрь 1964 года.
Как и опасался Джаган, НППГ на выборах 1964 года потерпела поражение. Принцип «голосуй за своего» утвердился в Британской Гвиане: НППГ получила 46 % голосов и 24 места в новом парламенте, ННК — 40 % и 22 места, ОС — 11 % и 7 мест. Социалистическая ННК и капиталистическая ОС сформировали коалицию, чтобы не допустить к власти НППГ. Джаган назвал результаты подтасованными и отказался сложить полномочия. Тогда была изменена конституция, которая позволила губернатору снять Джагана своим решением. 14 декабря 1964 года премьер-министром стал Бернем.

### Начало правления Бернема
После прихода Форбса Бернема к власти обстановка в колонии начала стабилизироваться. Новая коалиционная администрация разорвала дипломатические связи с Кубой и создала условия, поощряющие местных инвесторов и иностранную промышленность. Колония приняла возобновлённую помощь со стороны западных стран, направленную на развитие инфраструктуры Британской Гвианы.

## Независимая Гайана

### Первые годы независимости
В ноябре 1965 года в Лондоне прошла конституционная конференция, которая установила 26 мая 1966 года в качестве дня провозглашения независимости страны. К моменту провозглашения независимости в стране наблюдался экономический рост и относительное спокойствие.
Независимая Гайана первоначально искала способы улучшить взаимоотношения с соседями. В частности, в декабре 1965 года страна вошла в Карибскую ассоциацию свободной торговли. Однако отношения с Венесуэлой были натянутыми. В 1962 году Венесуэла вновь заявила о территориальных претензиях на западный берег реки Эссекибо, а в 1966 году заняла гайанскую половину острова Анкоко на реке Куйуни. Ещё через два года Венесуэла присоединила морской участок у западного побережья Гайаны.
Другим вызовом, с которым столкнулось правительство независимой Гайаны, стали выступления белых поселенцев и индейцев против центральной власти. Они начались в январе 1969 года с Рупунунийского восстания. В результате беспорядков в регионе Рупунини было убито несколько полицейских, и регион провозгласил независимость, попросив о помощи Венесуэлу. Войска, в считанные дни прибывшие из Джорджтауна, быстро положили конец волнениям. Хотя бунт не был крупным, он обнажил внутренние противоречия нового государства и маргинализизированность роли в политической и социальной жизни, отведённой индейцам.

### Кооперативная республика
Результаты выборов 1968 года позволили ННК единолично встать у руля власти, отказавшись от коалиции с ОС. Партии Бернема досталось 30 мест в парламенте, НППГ получила 19 мест, а ОС довольствовалась четырьмя. Однако многие наблюдатели считали, что ННК прибегла к манипуляциям и принуждению. НППГ и ОС являлись неотъемлемой частью политического ландшафта Гайаны, но Бернем игнорировал их интересы, преобразуя государственную машину под нужды одной ННК.
После выборов 1968 года Бернем занял более левую позицию и объявил, что поведёт Гайану к социализму. Он усилил свои позиции с помощью манипуляций, избирательной географии и политизации гражданских служб. Некоторые индийцы получили посты в ННК, но подавляющее большинство составляли гайанцы африканского происхождения. Хотя чернокожему среднему классу было нелегко соглашаться с левыми программами Бернема, ННК оставалась щитом против индийского доминирования. Поддержка африканцев позволила ННК взять под контроль экономику и начать преобразование страны в кооперативы.
23 февраля 1970 года Гайана объявила себя «кооперативной республикой» и оборвала все связи с Британской монархией. Должность генерал-губернатора была упразднена, вместо неё главой государства стал президент. Улучшились отношения с Кубой, Гайана стала участником Движения неприсоединения. В августе 1972 года Бернем принимал в Джорджтауне Конференцию министров иностранных дел стран Движения неприсоединения. Он использовал эту возможность, чтобы выступить с обличительно речью в адрес империализма и подчеркнуть необходимость содействия освободительному движению на юге Африки. В середине 1970-х годов Бернем также позволил кубинским войскам использовать страну в качестве перевалочной базы на пути в Анголу во время разгоревшейся там гражданской войны.
В начале 1970-х годов подтасовки на выборах стали вопиющими. В победах ННК постоянно имелись голоса заграничных избирателей, в подавляющем большинстве отданные за правящую партию. Полиция и военные запугивали индийцев. Армию обвиняли в подделках избирательных бюллетеней.
Нижней точкой в демократическом процессе считается отмена возможности апеллировать к Лондону, произошедшая после выборов 1973 года. Сосредоточив всю власть в своих руках, Бернем приступил к мобилизации народных масс на культурную революцию. Была принята программа национальной службы, ключевыми задачами которой стало обеспечение населения Гайаны питанием, одеждой и жильём только за счёт внутренних ресурсов страны, без внешней помощи.
Авторитаризм правительства усилился в 1974 году, года Бернем объявил о руководящей роли партии. Все государственные органы становились представительствами правящей ННК и полностью ей подчинялись. Государство и ННК превратились в одно и то же; цели ННК стали целями общей политики.
Однако Бернему не удалось достичь тотальной власти. в некоторых пределах существовали оппозиционные группы. Например, в 1973 году был основан Working People’s Alliance (WPA). В отличие от авторитаризма Бернема, организация была мультиэтнической и включала в себя политиков и интеллектуалов, призывавших к межрасовой гармонии, свободным выборам и демократическому социализму. Хотя WPA официально стал партией только в 1979 году, он развивался как альтернатива и ННК Бернема, и НППГ Джагана.
В 1970-е годы политическая карьера Джагана продолжала затухать. Переигранный на парламентском фронте, лидер НППГ попробовал изменить тактику. В апреле 1975 года НППГ прекратила бойкот парламента, а Джаган заявил, что НППГ от отказа сотрудничать и гражданского неповиновения переходит к критической поддержке режима Бернема. Вскоре после этого Джаган появился рядом с премьер-министром Бернемом во время празднования десятилетия независимости Гайаны.
Но несмотря на примирительный жест Джагана, Бернем не собирался делиться с ним властью и продолжал усиливать свои позиции. Когда прелюдии, направленные на проведение новых выборов и участие НППГ в правительстве были отметены, рабочие сахарной промышленности, в основном индийцы, вышли на забастовку. Забастовщики не добились успеха, а производство сахара неуклонно снижалось с 1976 по 1977 годы. ННК отменила выборы 1978 года, предложив вместо этого референдум, который должен был подтвердить полномочия действующего парламента.
Июльский референдум 1978 года был встречен без энтузиазма. Хотя ННК заявляло о 71 % явки и 97 % голосов в пользу сохранения действующего парламента, по другим оценкам явка составила от 10 до 14 %. Эти показатели в большей степени были получены из-за бойкота референдума НППГ, WPA и другими оппозиционными силами.

#### Джонстаунская трагедия
Власть Бернема над Гайаной стала ослабляться после гибели более 900 человек в Джонстауне. Это поселение было основано Джимом Джонсом, лидером религиозной организации «Храм народов». Он и более тысячи его последователей переселились в Гайану из Сан-Франциско, чтобы создать утопическую агрикультурную колонию возле городка Порт-Каитума на северо-западе страны. Правительство Гайаны представляло «Храм народов» разделяющими их взгляды на кооперативный социализм. А то, что члены организации открыто носили оружие, показывало их близкие связи с высшими кругами ННК. Жалобы на лидеров общины стали причиной приезда в Гайану конгрессмена Лео Райана. После нескольких дней, проведённых в Джонстауне, во время которых несколько членов общины объявили о желании её покинуть, Райан и несколько из сопровождавших его лиц были убиты при попытке вернуться в Джорджтаун. После этого, по официальной версии, опасаясь последствий, Джонс и более 900 членов общины совершили массовое самоубийство. Это повлекло за собой пристальное внимание к правительству Бернема, в особенности со стороны Соединённых Штатов. Проведённое расследование обнаружило связи культа с правящими кругами Гайаны.

### Последние шесть лет власти Бернема
1979 год снова стал годом насилия в гайанской политике. Частично оно было направлено против WPA, что стало поводом для громкой критики правительства и лично Бернема. Один из лидеров WPA, Уолтер Родни, и несколько профессоров Гайанского университета были арестованы по обвинению в поджоге. Профессоров вскоре освободили, а за Родни был внесён залог. После этого WPA была преобразована в одну из самых заметных оппозиционных партий.
К концу года насилие стало нарастать. В октябре был застрелен неизвестным министр образования Винсент Тика. В следующем году в своей машине был взорван Уолтер Родни. ННК немедленно объявила Родни террористом, который подорвался на собственной бомбе, а его брату Дональду предъявили обвинения в соучастии. Но дальнейшее расследование выявило причастность к преступлению правительства Гайаны. Родни был известным левым, и после его смерти ухудшилась репутация Бернема среди лидеров и интеллигенции в слабо развитых странах, которые ранее закрывали глаза на авторитарную сущность его правления.
В 1980 году была введена в действие новая конституция. Упразднялась прежняя должность президента, а новым президентом, наделённым верховной исполнительной властью, становился избранник партии, имеющей в Национальной ассамблее большинство. Первым президентом по новым правилам автоматически стал Бернем, который пообещал провести новые выборы в конце года. 15 декабря 1980 года ННК получила 77 % голосов избирателей и 41 место в парламенте по результатам выборов, плюс ещё десять по решению региональных советов. НППГ и ОС получили 10 и 2 места соответственно. WPA в выборах не участвовал, заранее предполагая фальсификацию результатов. Эти подозрения были подтверждены делегацией иностранных наблюдателей, возглавляемой британским лордом Эйвбери.
Экономический кризис, с которым Гайана столкнулась в начале 1980-х годов, заметно усилился, его сопровождали быстрая деградация общественных служб, износ инфраструктуры и общее снижение уровня жизни. Почти каждый день происходили отключения электричества, неудовлетворительным стало качество воды. К свидетельствам упадка Гайаны прибавились нехватка риса и сахара (оба продукта производились в стране), пищевого масла и керосина. Пока официальная экономика пребывала в упадке, процветал чёрный рынок.
В середине этого сложного периода Бернему потребовалась операция на горле. 6 августа 1985 года, находясь под присмотром кубинских врачей, первый и единственный лидер независимой Гайаны скоропостижно скончался. Его эпоха прервалась внезапно, и неожиданно страна вступила в новую эру.

## Правление Хойта
Несмотря на опасения, что страна войдёт в период политической нестабильности, передача власти прошла гладко. Вице-президент Десмонд Хойт занял пост президента и встал во главе ННК. Перед ним стояло три основные задачи: утвердить власть внутри ННК и правительства, провести ННК через выборы 1985 года и возродить стагнирующую экономику.
Первые две задачи были решены с лёгкостью. Новый лидер воспользовался внутренней раздробленностью ННК, чтобы упрочить свою власть. На выборах в декабре 1985 года ННК набрала 79 процентов голосов, что обеспечило в парламенте 42 из 53 мест напрямую избираемых депутатов. Одиннадцать досталось НППГ, два — ОС и одно — WPA. Обвиняя правительство в фальсификациях, оппозиция бойкотировала муниципальные выборы 1986 года, в результате ННК получила все места на местном уровне.
Восстановление экономики оказалось гораздо более сложной задачей. Первым шагом Хойта стало увеличение доли частного сектора, так как государственное управление оказалось неэффективным. В 1988 году администрация Хойта сняла все препоны для работы в стране иностранных компаний.
Хотя правительство Хойта не отошло от авторитаризма режима Бернема в полной мере, при нём были проведены некоторые политические реформы. Хойт запретил голосование за рубежом, голосование по доверенности и по почте. Независимым газетам была предоставлена бо́льшая свобода, заметно снизился уровень преследований по политическим мотивам.
Чтобы поддержать возвращение к свободным выборам, Гайану посетил бывший президент США Джимми Картер.

## Возвращение Чедди Джагана
5 октября 1992 года впервые прошли выборы в Национальную ассамблею и региональные советы, которые были признаны международным сообществом свободными и честными. 9 октября Чедди Джаган, лидер НППГ, стал новым президентом Гайаны, обозначив конец африканской монополии на власть в стране. Однако голосование сопровождалось актами насилия.
Международный валютный фонд реализовал в стране программу структурного преобразования, которая привела к росту ВВП, но одновременно снизила реальные доходы и сильно подорвала позиции среднего класса.
Президент Джаган умер от сердечного приступа в марте 1997 года.

## Последние годы
После смерти Чедди Джагана президентом в соответствии с конституцией стал премьер-министр Сэмьюэл Хиндс, а должность премьер-министра заняла вдова Джагана, Джанет Джаган. Она была избрана новым президентом страны в ходе выборов в декабре 1997 года, на которых снова победила НППГ. ННК пыталась оспорить результаты выборов, начав забастовку и выведя людей на улицы, после чего в дело вмешался комитет Карибской ассоциации свободной торговли. 24 декабря Джанет Джаган была приведена к присяге с обещанием провести конституционную реформу и проводить выборы каждые три года, однако Хойт отказался признавать новое правительство.
В августе 1999 года Джанет Джаган сложила с себя полномочия по состоянию здоровья. Её сменил бывший министр финансов Бхаррат Джагдео, всего за день до этого занявший пост премьер-министра. 19 марта 2001 года были проведены очередные выборы, на три месяца позже ранее запланированного срока. Опасения, что в стране снова начнётся насилие, привлёк множество иностранных наблюдателей, включая Джимми Картера. На выбора победил действующий президент Джагдео при явке, составившей более 90 % избирателей.
В это время у Гайаны появились разногласия по поводу морской границы с Суринамом из-за лицензии на поиски нефти в этом районе, выданной Гайаной.
В декабре 2002 года умер Десмонд Хойт, и руководство ННК перешло Роберту Корбину, который согласился вступить в конструктивное противостояние с Джагдео и НППГ.
В январе 2005 года на страну обрушились проливные дожди, которые затопили прибрежные районы и уничтожили значительную часть рисовых полей и плантаций сахарного тростника. По оценке экономической комиссии ООН по странам Латинской Америки и Карибского бассейна, сделанной в марте того же года, на восстановление стране требовалось $415 млн.
В мае 2008 года президент Бхаррат Джагдео подписал договор о создании Союза южноамериканских наций, который вскоре был ратифицирован.